# Medal Honorowy za zasługi dla Województwa Kujawsko-Pomorskiego
Medal Honorowy za zasługi dla Województwa Kujawsko-Pomorskiego – odznaczenie za wkład w rozwój województwa kujawsko-pomorskiego.
Medal został ustanowiony uchwałą Nr XXX/541/13 Sejmiku Województwa Kujawsko-Pomorskiego z dnia 28 stycznia 2013 r. w sprawie ustanowienia Odznaki Honorowej za Zasługi dla Województwa Kujawsko-Pomorskiego oraz Medalu Honorowego za Zasługi dla Województwa Kujawsko-Pomorskiego.
Medal jest wyróżnieniem przyznawanym przez sejmik województwa kujawsko-pomorskiego w Toruniu nadawanym osobom prawnym i innym podmiotom zbiorowym, których działalność w sferze gospodarczej, naukowej, kulturalnej lub społecznej w istotny sposób przyczyniła się do rozwoju województwa.

## Wyróżnieni
2013
- I Liceum Ogólnokształcące im. Braci Śniadeckich w Żninie
- Filharmonia Pomorska im. Ignacego Jana Paderewskiego w Bydgoszczy
- Zarząd Polskiego Związku Łowieckiego w Toruniu
- Zarząd Polskiego Związku Łowieckiego w Bydgoszczy
- Zarząd Polskiego Związku Łowieckiego we Włocławku
- Zespół Pieśni i Tańca „Ziemia Bydgoska”

2014
- Autonomiczna Ludowa Kolarska Sekcja „STAL” Grudziądz
- Galeria i Ośrodek Plastycznej Twórczości Dziecka w Toruniu
- Wyższa Szkoła Humanistyczno-Ekonomiczna we Włocławku
- Szpital Uniwersytecki nr 2 im. Jana Biziela w Bydgoszczy

2015
- I Liceum Ogólnokształcące im. Mikołaja Kopernika w Toruniu
- Kujawsko-Pomorska Izba Rzemiosła i Przedsiębiorczości
- Liceum Ogólnokształcącego im. Karola Libelta w Kcyni
- Zespół Szkół Rolniczych im. Władysława Grabskiego w Grudziądzu

2016
- Towarzystwo Miłośników Ziemi Świeckiej

2017
- Anwil Spółka Akcyjna
- Kujawska Fabryka Maszyn Rolniczych Spółka z o.o.
- Dziennik Toruński „Nowości”
- Zespół Szkół Przemysłu Spożywczego i VIII Liceum Ogólnokształcące w Toruniu

2018
- I Liceum Ogólnokształcące im. Filomatów Ziemi Michałowskiej w Brodnicy
- III Liceum Ogólnokształcące im. Marii Konopnickiej we Włocławku
- Młodzieżowa Spółdzielnia Mieszkaniowa w Toruniu
- Spółdzielnia Mieszkaniowa „Budowlani” w Bydgoszczy

2021
- Polskie Towarzystwo Turystyczno-Krajoznawcze Oddział Miejski im. Mariana Sydowa w Toruniu

2022
- Koło Przewodników Polskiego Towarzystwa Turystyczno-Krajoznawczego w Toruniu